# Euxoa opportuna
Euxoa opportuna är en fjärilsart som beskrevs av Corti 1932. Euxoa opportuna ingår i släktet Euxoa och familjen nattflyn. Inga underarter finns listade i Catalogue of Life.